# Сказка (альбом IC3PEAK)
«Сказка» — четвёртый студийный альбом российского дуэта IC3PEAK, выпущенный 28 сентября 2018 года на лейбле IC3PEAK. На альбоме всего 8 композиций, на треки «Сказка» и «Смерти больше нет» были выпущены видеоклипы. В альбоме «Сказка» появились песни на остросоциальные темы, наиболее яркой из которых является композиция и клип «Смерти больше нет».

## Список композиций
| №                   | Название            | Длительность |
| ------------------- | ------------------- | ------------ |
| 1.                  | «Считалочка»        | 1:52         |
| 2.                  | «Сказка»            | 2:45         |
| 3.                  | «Привет»            | 2:45         |
| 4.                  | «Красота и сила»    | 2:25         |
| 5.                  | «Полчаса»           | 2:26         |
| 6.                  | «Смерти больше нет» | 3:22         |
| 7.                  | «Таблетки»          | 2:48         |
| 8.                  | «Слёзы»             | 2:47         |
| Общая длительность: | Общая длительность: | 21:10        |

## Участники записи
- Анастасия Креслина
- Николай Костылев

## Отзывы
Рецензент сайта InterMedia Алексей Мажаев пишет: «В начале альбома IC3PEAK уверенно наступают на все грабли, на которые положено наступать представителям „местной инди-музыки“: диск „Сказка“ очень настойчиво намекает на то, что музыканты вообще не предполагали, что их кто-то будет слушать».
Никита Михалков выпустил собственный обзор на клип «Смерти больше нет». По его мнению, фанаты группы не понимают, в чём смысл песни и клипа, и просто повторяют за исполнителями суицидальные тексты. «А вот ребята, которые пляшут под этот клип, они смысл понимают? Они повторяют слова, потому что они просты, они повторяют слова, потому что клип увлекательный, они повторяют слова, потому что они вписываются в их субкультуру. Но смысл этих слов и смысл этих образов они понимают?» Саму работу над клипом, режиссёр оценил как «качественную и профессиональную», по его мнению бюджет клипа мог составлять до 50 тысяч долларов.
Хип-хоп-портал The Flow поместил альбом на 15 строчку «50 отечественных альбомов 2018».